# اثر دبای–فالکنهاگن
اثر دبای-فالکنهاگن (به انگلیسی: Debye–Falkenhagen effect) به افزایش رسانش رساناهای یونی (مانند الکترولیت‌ها) در اثر افزایش تحرک یونی هنگام اعمال جریانی با فرکانس بسیار بالا گفته می‌شود.